# Dicrolene nigra
Dicrolene nigra är en fiskart som beskrevs av Garman, 1899. Dicrolene nigra ingår i släktet Dicrolene och familjen Ophidiidae. IUCN kategoriserar arten globalt som livskraftig. Inga underarter finns listade i Catalogue of Life.